# Letališče Valjevo
Letališče Valjevo (srbska Aerodrom Divci) je letališče v Srbiji, ki primarno oskrbuje Valjevo.
- Дивци - športno letališče
- Дивци - športno letališče